# Seifuku ga jama o suru
„Seifuku ga jama o suru” (jap. 制服が邪魔をする) – drugi singel japońskiego zespołu AKB48, wydany w Japonii 31 stycznia 2007 roku przez DefSTAR Records.
Singel został wydany w dwóch edycjach: regularnej oraz limitowanej. Osiągnął 7 pozycję w rankingu Oricon i pozostał na liście przez 5 tygodni, sprzedał się w nakładzie 21 989 egzemplarzy.
Utwór tytułowy został wykorzystany w zakończeniu programu Mitake tengu! stacji TBS.

## Lista utworów
| CD  |                                                                           |                                                                           |                                                                           |                                                                           |      |
| Nr  | Tytuł                                                                     | Słowa                                                                     | Kompozycja                                                                | Aranżacja                                                                 | Czas |
| 1.  | „Seifuku ga jama o suru” (jap. 制服が邪魔をする)                          | Yasushi Akimoto                                                           | Yoshimasa Inoue                                                           | Yoshimasa Inoue                                                           | 4:45 |
| 2.  | „Virgin love”                                                             | Yasushi Akimoto                                                           | Yoshimasa Inoue                                                           | Yoshimasa Inoue                                                           | 4:11 |
| 3.  | „Seifuku ga jama o suru” (jap. 制服が邪魔をする) (Instrumental)           |                                                                           | Yoshimasa Inoue                                                           | Yoshimasa Inoue                                                           | 4:45 |
| 4.  | „Virgin love” (Instrumental)                                              |                                                                           | Yoshimasa Inoue                                                           | Yoshimasa Inoue                                                           | 4:11 |
| DVD |                                                                           |                                                                           |                                                                           |                                                                           |      |
| Nr  | Tytuł                                                                     | Tytuł                                                                     | Tytuł                                                                     | Tytuł                                                                     | Czas |
| 1.  | „Seifuku ga jama o suru” (jap. 制服が邪魔をする) (Video Clip)             | „Seifuku ga jama o suru” (jap. 制服が邪魔をする) (Video Clip)             | „Seifuku ga jama o suru” (jap. 制服が邪魔をする) (Video Clip)             | „Seifuku ga jama o suru” (jap. 制服が邪魔をする) (Video Clip)             |      |
| 2.  | „making of „Seifuku ga jama o suru”” (jap. making of「制服が邪魔をする」) | „making of „Seifuku ga jama o suru”” (jap. making of「制服が邪魔をする」) | „making of „Seifuku ga jama o suru”” (jap. making of「制服が邪魔をする」) | „making of „Seifuku ga jama o suru”” (jap. making of「制服が邪魔をする」) |      |

## Skład zespołu
- Team A: Atsuko Maeda (środek), Minami Takahashi (środek), Tomomi Itano, Haruna Kojima, Minami Minegishi, Rina Nakanishi, Mai Ōshima, Mariko Shinoda.
- Team K: Sayaka Akimoto, Tomomi Kasai, Yuka Masuda, Sae Miyazawa, Erena Ono, Yūko Ōshima.